# Műlép

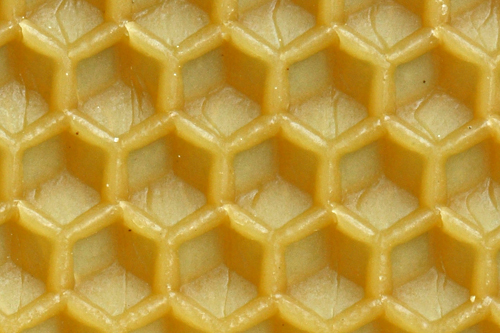
Műlép sejtjei közelről

A méhészetben a műlépet részben segítségként, részben sablonként adják a méheknek építésre, mivel a viasz termelése sok mézbe kerül, és a méhek maguktól nagy fölöslegben építenének heresejteket. A műlép sejtjei a dolgozósejtekkel megegyező méretűek. Használata gyorsítja a lépek építését.
A műléphez alkalmas anyagokkal szemben a következő követelményeket támasztják: legyen fertőtlenítve, legyen elég kemény és rugalmas, de ne túl merev.
A műlépnek sterilnek kell lennie a fertőzések elkerülése érdekében, mert a kaptárban lévő magas hőmérséklet kedvez a mikroorganizmusok szaporodásának.

## Mérföldkövek

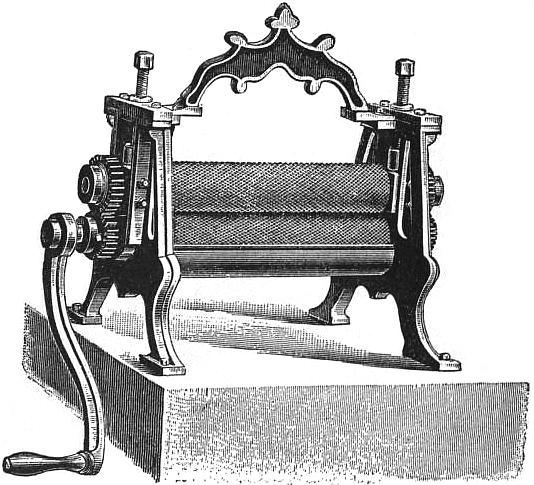
Műlép hengerlő az 1911-es évből

A méhészet egyik legfontosabb találmánya.
A modern keretes méhkaptárak elterjedése előtt nem volt szükség műlépre, mert nem voltak keretek sem.
A mai értelemben vett műlép feltalálója egy frankenthali asztalos volt a 19. században, Mehring János, nem sokkal Langstroth kaptárjának megépítése után (1851). Csak a középfalat utánozta, a sejteknek nem volt peremük. A mintázott deszkákat könyvsajtóba rakva nyomta a mintát a lapokra. A mintát kézzel vágták keményfába, így annak pontossága sem érte el a mait. Ezzel a módszerrel csak drágán lehetett műlépet készíteni, ám lassúsága miatt még így is képtelen volt kielégíteni. Fél évvel Mehring előtt Jedermann készített sejtes lépet utánzó műlépet.

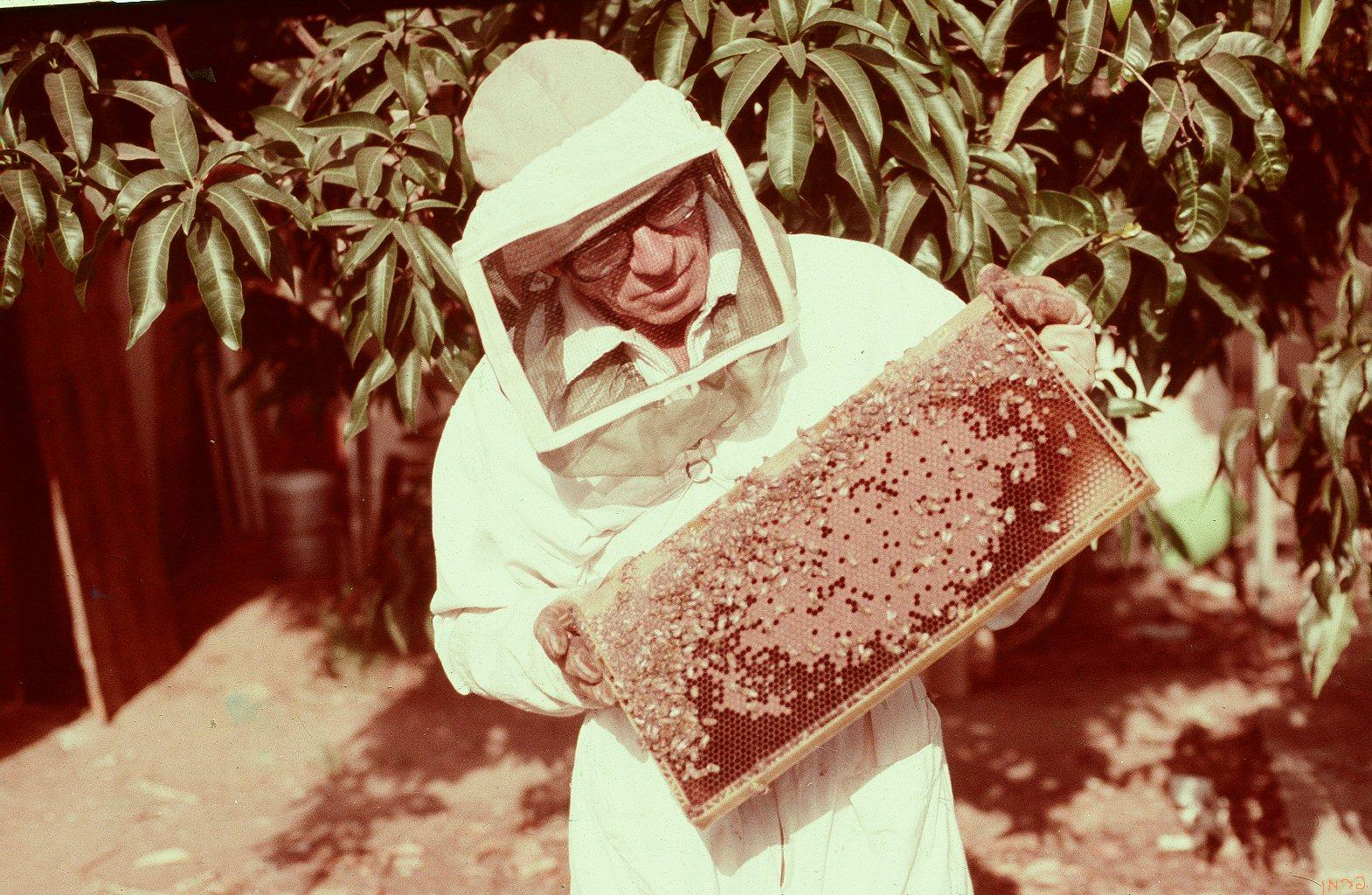
Ferman a műanyag léppel, 1976-ban

A műlép mai mintáját az amerikai Samuel Wagner alkotta meg. A fát cement, műanyag és fém váltotta fel, amiket ma is használnak. A forgó hengerek is az ő ötlete, de ezt nem tökéletesítette. Az első használható hengerlőt Amos Root és Alva Washburn készítette 1875-ben. 1895-ben a detroiti Edward Weed gépe készített először tekercses műlépet.
A műlép elterjedését a következők tették lehetővé:
- A gyártás fejlődése, olcsóbbá válása.
- A pergetés elterjedése; nem kellett már szétroncsolni a lépeket
- A nagy keret és a hálózás elterjedése

1975-ben I. Ferman izraeli feltaláló műanyagból készített műlépet.
2011-ben a Würzburgi Egyetemen Harmen Hendriksma olyan műlépet fejlesztett ki, amely révén 97%-os eredményességgel lehet élő méhlárvákat gyűjteni. A négyszögletes elrendezésű, kerek sejtek alja egy leválasztható csésze, mely egyszerűvé teszi a lárva elkülönítését.
2012-ben  Kusnyér Tamás magyar méhész természetes méhviasz műlépet alkotott meg, amit a méheknek nem kell kiépíteniük, hanem csak be kell tenni a kaptárba, és a méhek abba hordhatják a mézet. Ezt főhordás idejére ajánlja. Egyes becslések szerint akár 10%-kal is növelheti a méztermést. A találmány nem teljesen új; már Örösi is megemlíti könyvében az ilyen műlépet. Ezt csak ritkábban lehet használni, mert ha az építők nem tudnak építeni, akkor többnyire a rajzást fogják támogatni.
2015-ben Ausztráliában Stuart Anderson fiával Cedar Andersonnal olyan 3D nyomtatással előállított lép struktúrát fejlesztett ki, amely lehetővé teszi a méz lecsapolását anélkül, hogy a méhcsalád életét megbolygatnák. A méhkaptár megfelelő kiépítésével elérhető, hogy a sejtek között kiépített csatornákon egyetlen csap megnyitásával a méz kicsurogjon. A találmány kifejlesztésére indított Indiegogo pénzgyűjtő kampány rekordot döntve 8 percen belül elérte majd meghaladta a kitűzött 70 ezer dolláros célt, jelenleg 4,2 millió dollárnál tartanak.

## Leírása

### Méhviasz műlép

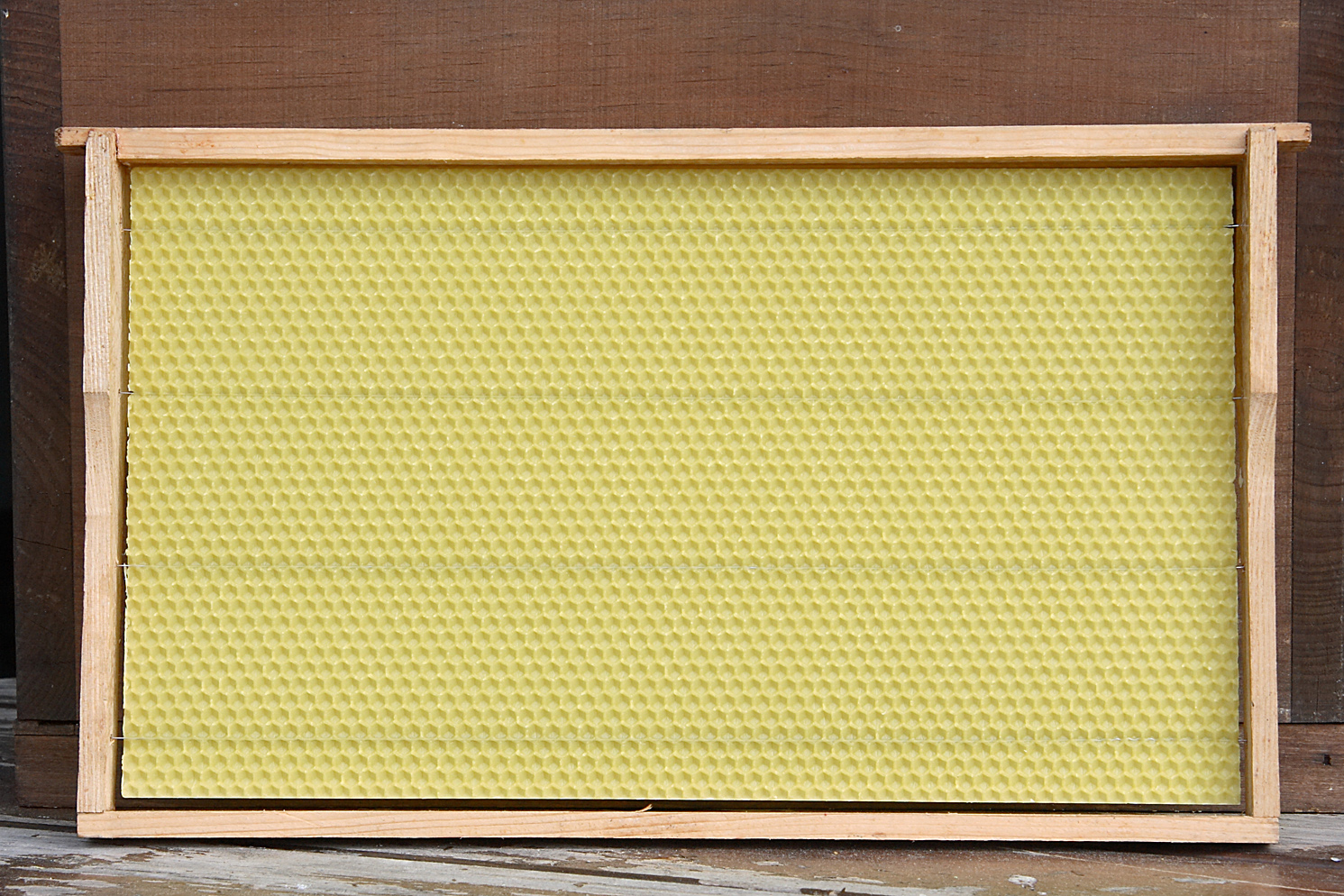
Keretbe rögzített műlép

A műlépet a keretes kaptárakhoz használják. A méhész beteszi a keretbe, ahol dróttal merevítik. A drótozás lehet csak függőleges, vagy alkothat hálót, attól függően, hogy a méhész melyiket részesíti előnyben. A drótozásra a műlépet olvadt viasszal rögzítik, vagy ráolvasztják a transzformátorral felmelegített drótozásra. Miután megkeményedett, a keret beadható egy családnak. A keretet a család a minta alapján építi ki, így szabályosabban és gyorsabban épít, mint műlép nélkül. Különböző méretekben adják el, alkalmazkodva a használt keretméretekhez. A méhek megvékonyítják a műlép peremét és fenekét is. A régi műlépek laposabbak voltak (a rombuszok 140 fokban érintkeztek), mint a természetes középfal (120 fokban találkoznak), ezért még ezt is be kellett mélyíteniük. Most már csak természetes mélységű műlépet készítenek.
Szabályossága miatt az így épült lép a műlép nélkül épült lépekkel és a zugépítményekkel szemben gond nélkül pergethető. A régi, sötétbarna, fekete vagy selejtes, kiszakadt, egérrágta keretekből a sonkoly kivágható, beolvasztható, és a viaszból többek között új műlépek készíthetők.
Egyes országokban készítenek műlépet úgy, hogy eleve benne van a drót, ami megkönnyíti belehelyezését a megfelelő méretű keretbe.
Vannak országok, ahol lépesméz termeléséhez is használnak műlépet. Erre a célra speciális, vékony műlépet készítenek. Ezt huzalozás nélkül teszik a kaptárba.
A 20. században már készítettek sejtes műlépet, ami a teljesen kiépített műlépet utánozza. Még a legvékonyabb is 2,5-szer nehezebb volt a természetesnél. Nem volt elterjedt; végül gyártását is abbahagyták, és újra meg kellett alkotni.
Szabálytalan sejtű és heresejtes műlépet is gyártanak mézes lép céljára. A heresejtes műlépet a mézkamrába szánják, mert tágasak a sejtjei, és a mézkamrába úgysem juthat el az anya. A szabálytalan sejtekkel az anyát próbálják távol tartani, mivel az ilyen sejtekbe nem petézik. A szabványosnál nagyobb sejtű műlépet is gyártottak, hogy a dolgozók nagyobbak legyenek. A sejtek maximális tágassága 5,74 mm. Ennél nagyobb sejtek elbizonytalanítják az anyát, és sok sejtbe herét petéz.
A műlépen hosszú állás alatt szürke bevonat jelenik meg. A méhek nem idegenkednek az ilyen léptől, és a bevonat a kaptárban előbb-utóbb eltűnik. A szürke bevonat nem penész; kaptáron kívül is eltüntethető, ha óvatosan felmelegítik a lépet például napon, ugyanis a bevonat alacsonyabb hőmérsékleten olvad, mint a viasz.

### Műanyag műlép
A betétes műlépben a betét viasztól idegen, azzal nem egybeolvadó anyag, például fém, fa, műanyag, vászon, papír, üveg. A lép szilárdítására való. A méhek kevésbé fogadják el, mint a tiszta viasz műlépet. Csak jó hordáskor építik ki, és hajlamosak megrágni. Néha évek múlva kezdik rágni. Ehhez hasonló az egyben kiöntött műanyag keret, amit viasszal kell bevonni. A méhek ezt is kevésbé szeretik. A rétegelt műlépben három réteg különlegesen kezelt viaszt hengereltek össze. Régebben a középső rétegbe karnaubaviaszt kevertek, de ezt már betiltották, mivel ez a viasszal összeolvadva már nem tekinthető tiszta viasznak. Meleg vidékeken jó szolgálatot tett. A 20. században próbálkoztak azzal is, hogy a lép alapja fém, vagy kaucsuk legyen, és ezt viaszolják, de nem terjedtek el, mivel túl drága volt.
A betétes műlép továbbfejlesztése a műanyag kerettel egybeöntött műanyag műlép, amit a méhésznek viaszolnia kell. Azonban továbbra is gyártanak különálló műanyag műlépet, amit szintén viasszal kell bevonni. Előnye, hogy erősebb, tartósabb, és kevesebb viasz kell hozzá. A méhek ennek használatával könnyebben átszoknak a kisebb sejtméretre, ami az  atka elleni védekezésben fontos.
Hátránya, hogy továbbra is drágább, mint a viasz, és a méhek továbbra is nehezebben fogadják el. Mivel ezt már nem tudják átrágni, ez abban nyilvánul meg, hogy vontatottabban építik. Azonban jó hordáskor ezt is kiépítik. Az elfogadási hajlandóságot azzal javítják, hogy mielőtt a kaptárba teszik, a keretet teljes mélységig mézes vagy cukros vízbe mártják. A műlépeket ezután tűzdelik. Ha még ekkor sem hajlandók kiépíteni, akkor az összes keretet (vagy csak a mézkamra kereteit) kicserélik műlépre. 
További hátrány, hogy nem lehet napviasz olvasztóba tenni, vagy hosszabb időn keresztül forró vízben tartani. Nehéz tisztítani, és újrahasznosítani.

## Sejtméret
Mehring eredeti mintáján a négyzetdeciméterenkénti sejtszám mindkét oldalon 750 volt. Azóta néhány évtizedenként változott a méret, hol szűkebb, hol tágabb, akár a természetesnél is nagyobb sejteket adó mintát használtak.
A ma használatos műlépek szabványos sejtmérete  5,4 mm, ami a belga Usmar Baudoux 1890 és 1930 közötti munkásságára vezethető vissza. Felfedezte, hogy a sejtméret hat a méhek méretére. Baudoux szerint, ha nagyobbak a méhek, akkor a mézgyomruk és a nyelvük is nagyobb, tehát több nektárt tudnak egy fordulóval gyűjteni, ami a méztermés növekedéséhez vezet. Ezzel szemben Dee és Ed Lusby arizonai méhészek összefüggést találtak a sejtméret és az atkásodás között. Emiatt készülnek kisebb átmérőjű sejtekkel is műlépek, ahol az átmérő 4,9 és 5,1 mm közötti.
A sejtméret többféleképpen megadható, amelyek nem mind hasonlíthatók össze. Az egyik a sejtek belső méretét jelzi, amiből a falvastagság nélkül nem lehet kiszámítani, hogy hány sejt jut egy  négyzetdeciméterre. A sejtek falának vastagsága változó, 1/4 mm-től 1 mm-ig bármi lehet. A sejtek elméleti tágassága beleszámítja a falvastagságot is, mégpedig úgy, hogy a sejt méretét falközéptől falközépig méri. Ezzel összehasonlítható a négyzetdeciméterenkénti sejtszám.
Átszámítás:
{\displaystyle {\frac {40000}{1,737205t^{2}}}}
ahol t az elméleti tágasság.
A sejtszám kiszámítása deciméterenként mért sejtszámból: {\displaystyle 2,31s^{2}}, ahol s a deciméterenkénti sejtszám.

## Szakítószilárdság
A műlép használatának egyik célja, hogy a lépek szilárdabbak legyenek. Legegyszerűbben úgy mérik, hogy befogják a műlép egy darabját, és fokozatosan egyre jobban megterhelik. A vastagsággal a szilárdság nő, de nem egyenes arányban, hanem annál kevésbé. Többet számít az alapanyag kezelése. A gyártás technológiája is beleszól, a közönséges hengerelt kevésbé szilárd. Az öntött műlép szilárdsága független az iránytól; a hengerelt műlépé abban az irányban jobb, amelyik irányban a viaszlap a hengerek között áthaladt. A különbség akár 30-50%-ot is elérhet. A szilárdság edzéssel növelhető. A felmelegített viaszt deszkán kell tartani.
A sejtek csúcsának iránya ennél sokkal kevésbé fontos. Technológiai okok miatt sokszor éppen abba az irányba jut a legkisebb szilárdság, amit a legnagyobb megterhelés ér.
A méhek a vastagabb műlépet fogadják el könnyebben, és ezzel dolgozni is könnyebb, viszont drágább, mert több viasz kell hozzá. A túl vastag műlép viaszának egy részét máshol hasznosítják. Legmegfelelőbb, ha a peremeken van sok viasz. Nagy keretbe, vándorláshoz vastagabb műlépet ajánlanak.

## Előnyei

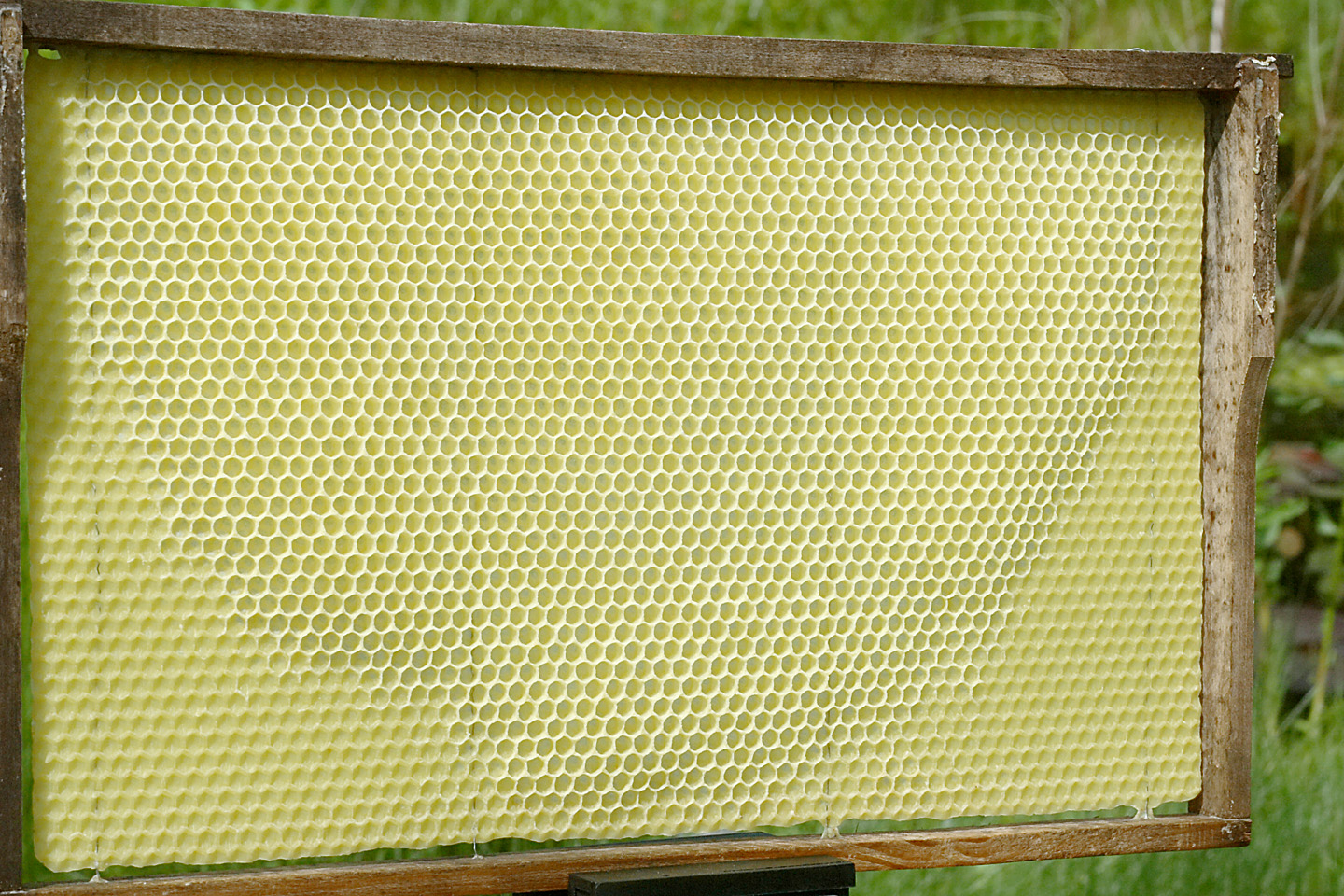
Műlépes keret kiépítésének korai szakaszában

A műlépet gyorsabban kiépítik, mint az üres keretet, így többet tudnak foglalkozni mézkészítéssel.
A méhek rendszerint felülről lefelé építkeznek. A műlép nélküli keretet alul nem építik ki teljesen, és ezt a nyílást átjárónak használják. A műlépes keretet viszont alul is kiépítik, mert ott is vannak sejtek előkészítve. Ez tovább stabilizálja a lépet a keretben.
Kevesebb heresejt épül, így a herék száma csökken.
A sejtek erősebb alapot kapnak, a pergetés mellett a felmelegedést is jobban bírják.

## Hamis műlép
A műlép legjobb alapanyaga a tiszta viasz. Ha ezt bármivel is keverik, akkor azt a műlép és a ráépült lép fizikai tulajdonságai sínylik meg; a lép sokszor leszakad, vagy sejtjei eltorzulnak. A méhek gyakran idegenkednek a keverékből épült műléppel szemben; lassan építik ki, vagy meg is rágják. A belőle kiolvasztott viasz többé nem lehet tiszta, nem keverhető a tiszta viaszú műlépek sonkolyával vagy törkölyével.
Mindez azonban nem bizonyítja a lép viaszának hamis voltát, mert a méhek hordástalan időben a tiszta viaszú lépet is megrágják. A hálózás hibája is okozhatja a műlép púposodását. A drót mentén néha a tiszta műlépet is átrágják. Forró nyáron, rosszul szellőző kaptárban a tiszta műlépre épült lép sejtjei is megnyúlnak különösen, ha hirtelen kell nagyobb terhet viselniük. A hamisítást csak vegyelemzéssel lehet bizonyítani, és a becsapott méhész kártérítést is követelhet.

## Vásárlása, szállítása és raktározása
Műlépet nemcsak pénzért lehet venni; a műlépgyártók sonkolyért és viaszért is eladnak.
Ha hidegben szállítják, akkor a műlép töredezésre hajlamos; csak melegben biztonságos szállítani. A lapok összeragadását a közéjük tett papírlapok akadályozzák meg. Ennek és a külső csomagolóanyagnak újnak kell lennie.
A keretbe nem ragasztott műlép papírral rétegezve vízszintesen eltartható. A nagyobb csomókat ajánlott külön deszkára tenni a könnyebb kezelhetőség érdekében. Keretbe illesztés után már csak függőlegesen tárolható. Ezt viaszmolytól (kis viaszmoly, nagy viaszmoly) nem, de egértől védeni kell.

## Méhviasz műlép készítése
Készülhet öntéssel, hengerléssel és öntvehengerléssel. Öntéssel vastagabb, hengerléssel vékonyabb műlépet készítenek, bár mindkét módszerrel szabályozható a műlép vastagsága.

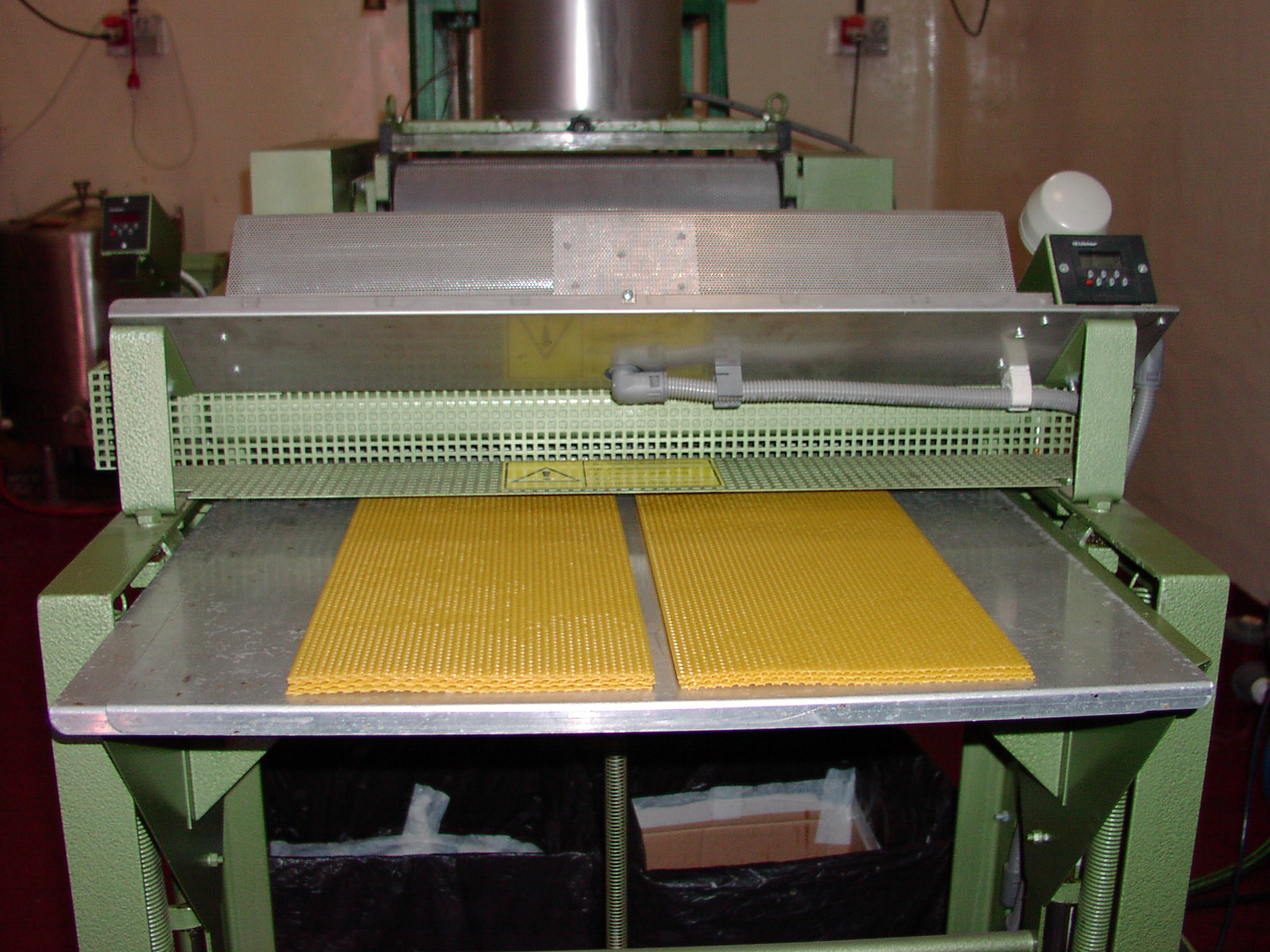
Méhviasz lapok gyártása, 2006

Az olvasztott, de nem sajtolt viasz valamivel rugalmasabb, mint a sajtolt. A benzinnel kivont viasz puhasága és rugalmatlansága miatt alkalmatlan. A túl gyorsan lehűtött viasz merev lesz, erre a gyártás során ügyelni kell.
Törvényi előírás van arra, hogy a viaszt műlépkészítés előtt fertőtleníteni kell. Ez azt jelenti, hogy egy órán át legalább 112 Celsius-fokon kell tartani. Az előírások szerint ezt jegyzőkönyvezni kell. Ha 120-130 Celsius-fokra melegítik fél órára, akkor enyhén megsötétedik, de a belőle készült műlép jobban terhelhető.

### Öntött műlép
A forma egyik oldalát a tálca, a másikat a fedő mintázata formázza. Gyárilag puha fémből készítik, de gipszből és cementből is előállítható. Öntőformának szép műlép használható. Az így készült lépek vastagok szoktak lenni, és ez csak kevéssé szabályozható.
Használat előtt a mintát tisztára kell takarítani. A viaszt nem szabad tűvel vagy szeggel kaparni, mert felkarcolja a formát, és a minta karcos lesz. A maradék forró vizes olvasztással, benzines oldással távolítható el. Végül forró szódás vízzel mossák át, hogy a még megmaradt viasz egy része szappanná alakuljon.
A tisztítás után a mintához nem szabad szabad kézzel hozzányúlni. Az öntéshez az asztalnak vízszintesnek kell lennie, és a tűzhelytől balra kell lennie. Nedves kendővel takarják. Kipakolják a szerszámokat: jobbra van az öntő, tőle balra egy edény, amibe a választóanyagot öntik. Ez arra hivatott, hogy megakadályozza, hogy a viasz az öntőformába ragadjon. Választó rengeteg van, néhány példát majd később írunk. Az asztal mellé balra egy dézsa vizet tesznek, jobbra a tűzhelyen a viaszt tartják. A viaszba szűrő merül.
A viaszt a szűrőből merik, hogy ne legyen darabos. Amikor pótolják, akkor az újabb adag viaszt a szűrő mellett teszik az edénybe. A merőkanál akkora, hogy éppen egy műlépre való viasz férjen bele. Egy kerek hegyű kés is kell.
Először választóval kiöblítik a formát, majd felnyitják, és beleöntik a viaszt. Nem várják meg, hogy szétfolyjon, hanem még azelőtt becsukják az öntőt, és enyhe nyomást gyakorolnak rá. A fölös viaszt visszarakják, a szegélyt az alsó laptól a felsőhöz nyomják. Ezután a forma kinyitható, a műlép lefejthető. Jöhet a következő adag választó, majd viasz. Ha a lép odatapad a mintához, akkor a mintát ki kell tisztítani.
Választónak nagyon sok mindent használnak. Lehet egyszerűen sör, savó, nyers reszelt krumpli áztatóvize, de lehet 4:1 arányú víz:méz keverék, vagy valami bonyolultabb:
- 1 liter víz, 1/4 kg méz, 1 tojásfehérje és opcionálisan 1 dl borszesz
- Víz, méz és borszesz keverékei különféle arányban
- 6 liter víz, 1 kg dextrin
- 2 liter víz, panamaforgács, néhány csepp szalmiákszesz. Használat előtt 10 perc forralás után negyed óráig áztatni, majd szűrni kell. Meg kell várni, hogy lehűljön

Néhány választó használata esetén a műlépet vízben át kell öblíteni. Ilyenek:
- 6 liter víz + 1 kg keményítő
- 1 liter víz + 1 dkg káliszappan
- 1 liter fölözött tej, opcionálisan 1/4 l borszesszel vagy vízzel hígítva
- Mosópor híg oldata

### Hengerelt műlép
Öntvehengerléskor a viaszt a mintázott hengerek közé öntik. Ezzel a módszerrel vastag és szilárd lépet nyernek.
A többi hengerléses módszernél a viaszból először lapokat készítenek, majd azokra forgó hengerekkel nyomtatják rá a mintát. A lapok készülhetnek mártással vagy öntéssel.
Mártásnál a viasz hőmérséklete 70-80 Celsius-fok. A vastagság a hőmérséklettel szabályozható: a melegebb viaszból vékonyabb lapok készülnek.
A mártódeszkát 50 Celsius-fokos, előzőleg forralt mézben áztatják. A hűtővíz hőmérséklete 32-38 Celsius-fok. 
Öntéskor lapos fémedényekbe töltik a viaszt, 15 mm vastagon.
Ezután a lapokat langyos vízben áztatják, majd hengerek között átvezetve először egyengetik, vékonyítják, és egy másik hengersorral nyomják rá a mintát.
A nagy műlépgyárak a teljes folyamatot gépesítik. Egy gép elkészíti a viaszlapot, amit hosszú tekerccsé formál. Ezt egy másik gép átvezeti a forgó hengerek között, végül darabolja a szalagot. A viaszt először mártják, majd a lapokat átpréselik egy széles, de 3 mm magas nyíláson. A viasz eközben keményedik meg. Mintázáskor külön választóanyagot csak a szalag elejéhez használnak, majd ehelyett vízzel dolgoznak, így a méhek is szívesebben fogadják a lépet. A lapok áttetszőek, de szilárdak.
Hengerléshez kevesebb fajta, és pépes választót használnak. Az egyik a vizezett káliszappan, a másik a keményítőcsiriz, amihez néha szeszt is adnak. A pép tejföl sűrűségű.

## Fordítás
- Ez a szócikk részben vagy egészben  a   Mittelwand című német Wikipédia-szócikk fordításán alapul.  Az eredeti cikk szerkesztőit annak laptörténete sorolja fel. Ez a jelzés csupán a megfogalmazás eredetét és a szerzői jogokat jelzi, nem szolgál a cikkben szereplő információk forrásmegjelöléseként.
- Ez a szócikk részben vagy egészben  a   Wax foundation című angol Wikipédia-szócikk fordításán alapul.  Az eredeti cikk szerkesztőit annak laptörténete sorolja fel. Ez a jelzés csupán a megfogalmazás eredetét és a szerzői jogokat jelzi, nem szolgál a cikkben szereplő információk forrásmegjelöléseként.

## Külső link
- Aki nem használ műanyag műlépet